# Сент-Джеймс-Сіті (Флорида)
Сент-Джеймс-Сіті (англ. St. James City) — переписна місцевість (CDP) в США, в окрузі Лі штату Флорида. Населення — 3876 осіб (2020).

## Географія
Сент-Джеймс-Сіті розташований за координатами 26°32′33″ пн. ш. 82°6′7″ зх. д. / 26.54250° пн. ш. 82.10194° зх. д. (26.542452, -82.101976).  За даними Бюро перепису населення США в 2010 році переписна місцевість мала площу 39,85 км², з яких 37,91 км² — суходіл та 1,94 км² — водойми. В 2017 році площа становила 43,21 км², з яких 37,83 км² — суходіл та 5,38 км² — водойми.

## Демографія
Згідно з переписом 2010 року, у переписній місцевості мешкали 3784 особи в 2041 домогосподарстві у складі 1257 родин. Густота населення становила 95 осіб/км².  Було 3262 помешкання (82/км²).
Расовий склад населення:
| - 98,1 % — білих - 0,3 % — чорних або афроамериканців - 0,3 % — азіатів - 0,2 % — корінних американців |

До двох чи більше рас належало 0,7 %. Частка іспаномовних становила 2,1 % від усіх жителів.
За віковим діапазоном населення розподілялося таким чином: 5,9 % — особи молодші 18 років, 47,4 % — особи у віці 18—64 років, 46,7 % — особи у віці 65 років та старші. Медіана віку мешканця становила 63,7 року. На 100 осіб жіночої статі у переписній місцевості припадало 99,3 чоловіків;  на 100 жінок у віці від 18 років та старших — 98,8 чоловіків також старших 18 років.
Середній дохід на одне домашнє господарство  становив 58 965 доларів США (медіана — 48 654), а середній дохід на одну сім'ю — 64 139 доларів (медіана — 56 025). За межею бідності перебувало 8,4 % осіб, у тому числі 0,0 % дітей у віці до 18 років та 9,5 % осіб у віці 65 років та старших.
Цивільне працевлаштоване населення становило 1207 осіб. Основні галузі зайнятості: освіта, охорона здоров'я та соціальна допомога — 30,2 %, будівництво — 15,3 %, роздрібна торгівля — 12,4 %, транспорт — 11,6 %.